# Seu central

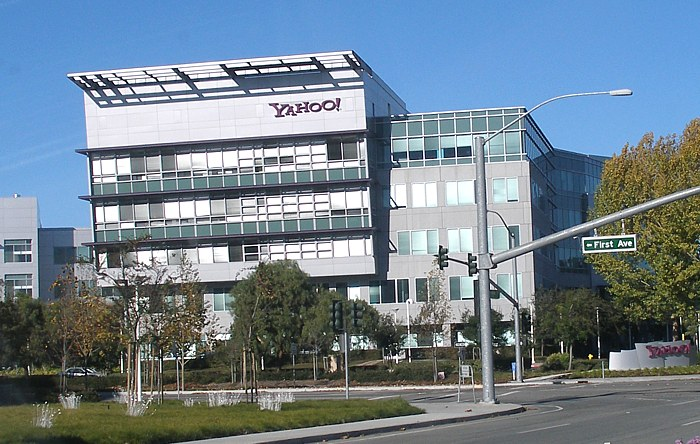
Seu central de Yahoo!

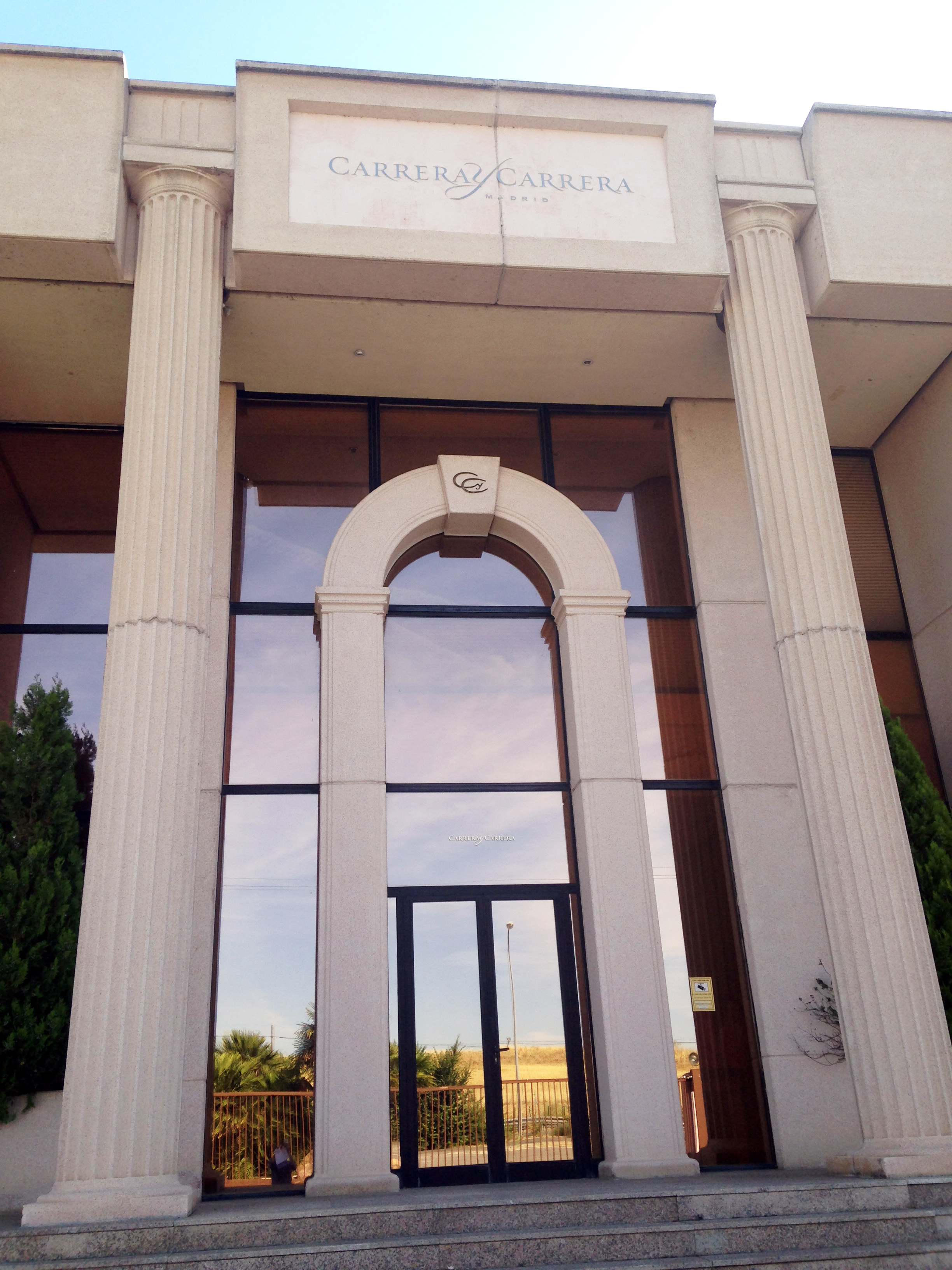
Seu central de la joieria "Carrera & Carrera".

Caserna general o seu central (en anglès: headquarters o HQ) és el nom que rep el lloc en el qual es concentren la majoria de, si no totes, les funcions importants d'una organització. El terme s'usa especialment en referència a organitzacions militars i, per extensió, a grans corporacions (encara que en alguns països s'empra més en l'àmbit corporatiu el terme «oficina central» o head office en anglès).

## Caserna general militar
Una caserna general en l'àmbit militar pot prendre moltes formes, depenent de la grandària i la naturalesa de la unitat militar que governa. En l'àmbit de l'OTAN, es distingeixen avui dia tres tipus: el tàctic, el principal i el de rereguarda. Aquests tipus, independentment de la terminologia concreta, coincideixen en l'ús amb la majoria dels tipus de casernes generals empleats durant la història.

### Caserna general tàctic
Una caserna general tàctic és un conjunt petit de personal i mitjans de comunicació, a càrrec d'una unitat concreta. Normalment molt mòbils, la seva funció és recolzar al comandant de la unitat en les operacions millorant les seves comunicacions, així com liderar parts clau de la unitat des d'una posició en la qual puguin veure el terreny de forma adequada i exercir la seva influència en els subordinats immediats.

### Caserna general principal
La caserna general principal és molt menys mòbil i sol ocupar-se de la part estratègica d'un conflicte, és a dir, la planificació i execució de les operacions. Es compon normalment d'una certa quantitat del personal procedent de diverses branques, amb la funció d'assessorar al Comandant en Cap, així com controlar i supervisar els diferents aspectes de la planificació o l'execució d'operacions concretes. Una Caserna General Principal estarà dirigit normalment per un Cap d'Estat Major, que s'ocuparà de coordinar el treball del personal.

### Caserna general de rereguarda
La caserna general de rereguarda es manté a certa distància de la línia del front en les operacions convencionals. La seva funció és assegurar el suport logístic a les tropes del front, proporcionant subministraments mèdics, material, equip i subministraments de combat on siguin necessaris.